# Календарные беспорядки
Календарные беспорядки (1584—1589 годы) — протестное движение рижан против аннексировавшего город Польско-литовского союза. Стали результатом острых политических, социально-экономических, а также этно-религиозных противоречий, возникших после включения Риги в состав Речи Посполитой в 1581 году. Несмотря на то, что календарные беспорядки были подавлены, недовольство немецкой буржуазии сохранялось и привело в конечном счёте к свержению польской власти в 1621 году.

## Предпосылки
Бюргерское сословие Риги, состоявшее из принявших в начале XVI века лютеранство балтийских немцев, восстало против новой патрицианской верхушки городского магистрата, подчинённого польско-католической Речью Посполитой. До этого вольный город Рига в течение 20 лет отстаивал свою относительную независимость от польско-литовского союза, который после падения Ливонского ордена окружил Ригу со всех сторон, кроме моря.
Поводом к «Календарным беспорядкам» послужил указ польского короля Стефана Батория, направленный Рижскому Рату, которому было поручено в скорейшие сроки ввести в Риге новый григорианский календарь, а также восстановить былые привилегии католического ордена иезуитов, запрещённого после Реформации. Так как новый календарь предложил Римский папа Григорий XIII, рижские немцы-протестанты восприняли его в штыки. Активная фаза календарных протестов продлилась с конца 1584 до лета 1589 года.
В нём приняли участие рижские мещане-буржуа, купцы Большой гильдии, а также крупные и мелкие цеховые ремесленники Малой гильдии. Они стремились ограничить полномочия магистрата, сохранить контроль над городской кассой, а также земельными владениями города (Рижская ландфогтия) и прочими. Немецкую верхушку отчасти также поддержала городская чернь, в основном состоящая из латышей, которые вместе с немцами приняли лютеранство в начале XVI века. Движение в конце концов удалось подавить силами объединённого польско-литовского войска, однако недовольство немцев сохранилось. Через 40 лет, в 1621 году, 15-тысячный город захватила протестантская Швеция. Шведская Ливония просуществовала до 1710 года, когда город вошёл в состав Российской империи.
В XVII—XVIII веках «календарные» трения отмечались и в других регионах Европы, например, в Швейцарии, между преимущественно католическими французскими и преимущественно протестантскими немецкими кантонами.